# AVRO RJ-100
De AVRO RJ-100 (vroeger British Aerospace 146) is een viermotorig turbofan hoogdekker passagiersvliegtuig voor de korte afstand. Het is een verlengde versie van de AVRO RJ-85 geschikt voor 117 passagiers. Op 13 mei 1992 maakte het toestel zijn eerste vlucht.
Het toestel is geschikt voor korte start- en landingsbanen. De turbofan motoren hebben een hoge bypass ratio en zijn relatief stil, hetgeen het toestel geschikt maak voor vliegvelden in dichtbevolkte stadscentra en dit leverde het de bijnaam Whisperjet op. Hoewel in dit marktsegment niet gebruikelijk leverde de toepassing van vier motoren een aantal voordelen op. Ten eerste zorgen vier motoren voor een grote mate van redundantie. Ten tweede zorgen ze voor uitstekende prestaties op zowel korte startbanen als op hooggelegen vliegvelden in een warm klimaat (hot and high conditions).

## Ombouw naar hybride en elektrische voortstuwing
In het ontwikkeltraject naar elektrisch vliegen spelen de RJ 100 en BAE 146 een nieuwe rol. Door de grote nuttige lading en de aanwezige vier motormontagepunten (hardpoints) is het toestel zeer geschikt als vliegend testbed (proefopstelling) voor nieuwe elektrische aandrijvingen. Hierbij worden één of twee turbofans vervangen door een elektrische voortstuwing. Het samenwerkingsverband Airbus/Rolls-Royce/Siemens gebruikte een BAE 146 als testvliegtuig voor hun E-Fan X-concept. De firma Wright Electric overweegt om een aantal BAE 146-toestellen om te bouwen naar volledig elektrische vliegtuigen met een bereik van 750 km.

## Gebruikers
Albanië
- Albanian Airlines
- Belle Air

 Australië
- Ansett Air Freight
- Ansett Australia
- MacRobertson Miller Airlines
- East-West Airlines
- National Jet

 België
- Brussels Airlines (laatste vlucht gemaakt op 28 oktober 2017)
- TNT Airways cargo

 Bhutan
- Druk Air

 Bolivia
- TAM
- Aerosur

 Botswana
- Air Botswana

 Brazilië
- TABA

 Bulgarije
- Bulgaria Air
- Hemus Air

 Canada
- Air BC
- Air Atlantic
- Air Canada Jazz
- Air Nova
- Tronos

 Chili
- Aerovías DAP
- LAN Chile

 China
- Air China
- China Eastern Airlines
- China Northwest Airlines

 Colombia
- SAM

 Congo-Kinshasa
- Korongo Airlines

 Duitsland
- Eurowings
- Lufthansa CityLine
- WDL Aviation

 Faeröer
- Atlantic Airways

 Filipijnen
- Asian Spirit
- Zest Air

 Frankrijk
- Euralair
- Darta

 Griekenland
- Aegean Airlines
- Astra Airlines

 Hongarije
- TNT Malev Express

 Ierland
- Aer Lingus (tot 2003)
- CityJet
- Nex Aviation

 India
- MDLR Airlines

 Indonesië
- Airfast Indonesia
- National Air Charter
- Pelita Air Service
- Riau Airlines

 Iran
- Mahan Air
- Taban Air

 Italië
- Air Dolomiti
- Alisardia
- Club Air
- Sagittair

 Libië
- Air Libya

 Maleisië
- Heritage Air (Melaka)

 Nieuw-Zeeland
- Air National
- Ansett New Zealand
- Mount Cook Airlines

 Oezbekistan
- Uzbekistan Airways

 Paraguay
- Lineas Aéreas Paraguayas
- Regional Paraguaya

 Peru
- Aero Condor
- Star Peru

 Roemenië
- Carpatair
- Romavia

 Servië
- Centavia

 Spanje
- Meridiana Air
- Orion Air
- Pan Air
- PauknAir

 Taiwan
- Makung Airlines
- Uni Airways

 Thailand
- Thai Airways International

 Turkije
- Turkish Airlines

 Verenigd Koninkrijk
- Air UK
- BA CityFlyer
- British Air Ferries
- British Airways
- Capital Airlines
- Dan-Air
- Flightline
- Flybe
- Jersey European
- Loganair
- Manx Airlines
- Princess Air
- Titan Airways
- TNT Roadfreight

 Verenigde Staten
- Air Cal
- Air Wisconsin
- American Airlines
- Aspen Airways
- Atlantic Southeast Airlines
- Business Express
- Continental Express
- Discovery Airways
- Mesaba Airlines
- Northwest Airlines
- Pacific Southwest Airlines
- Royal West Airlines
- US Airways
- Westair Commuter Airlines

 Zuid-Afrika
- Airlink
- Safair

 Zweden
- Malmo Aviation
- Transwede Airways

 Zwitserland
- Crossair
- Swiss European Air Lines